# Rostov-Don
 Ikke at forveksle med Rostov ved Don.
Rostov-Don (russisk: Ростов-Дон, tr. Rostov-Don; indtil 2002 russisk: Ростсельмаш, tr. Rostselmasj) er en håndboldklub fra Rostov ved Don, Rusland. Klubben blev grundlagt i 1965. Holdet spiller deres hjemmekampe i Dvorets sporta (Rostov-na-Donu) (russisk: Дворец спорта (Ростов-на-Дону); dansk: ~ Sportspaladset (Rostov ved Don)), der har plads til 3.000 mennesker. Holdet spiller i den russiske superliga.

## Resultater

### Rusland
- Russiske Superliga:
  - Vindere (5): 1994, 2015, 2017, 2018 , 2019, 2020
  - Sølvvindere (6): 1993, 1995, 2011, 2012, 2013, 2016, 2021
  - Bronzevindere (10): 1975, 1996, 2000, 2001, 2002, 2003, 2004, 2005, 2010, 2014
- Russiske pokalturnering:
  - Vindere (9): 2007, 2008, 2012, 2013, 2015, 2016, 2017, 2018, 2019, 2020, 2021

### USSR
- USSR-mesterskaber:
  - Vindere (2): 1990, 1991
  - Sølvvindere (5): 1979, 1980, 1981, 1982, 1989
  - Bronzevindere (2): 1976, 1988
- USSR-pokalturnering:
  - Vindere (2): 1980, 1981, 1982

### Europæiske resultater
- EHF Champions League:
  - Sølvvinder: 2018/2019
- EHF Cup:
  - Vinder (1): 2017
  - Sølvvindere (1): 2015
- EHF Cup Winners' Cup:
  - Vinder (1): 1990

## Arena
- Navn: Sportspaladset
- By: Rostov-on-Don, Rusland
- Kapacitet: 3,000 tilskuere

## Spillertruppen 2021-22
| Nr. | Navn                  | Nationalitet | Alder                      | Position     |
| --- | --------------------- | ------------ | -------------------------- | ------------ |
| 1   | Galina Mekhdijeva     | Rusland      | 17. juni 1985 (39 år)      | Målvogter    |
| 6   | Julija Managarova     | Rusland      | 27. september 1988 (36 år) | Højre fløj   |
| 8   | Anna Sen              | Rusland      | 3. december 1996 (28 år)   | Venstre back |
| 12  | Viktoriya Kalinina    | Rusland      | 8. december 1988 (36 år)   | Målvogter    |
| 14  | Anna Lagerquist       | Sverige      | 16. oktober 1993 (31 år)   | Stregspiller |
| 15  | Jekaterina Levsja     | Rusland      | 6. april 1993 (31 år)      | Højre fløj   |
| 17  | Vladlena Bobrovnikova | Rusland      | 24. oktober 1987 (37 år)   | Venstre back |
| 18  | Eduarda Amorim        | Brasilien    | 23. september 1984 (40 år) | Venstre back |
| 19  | Ksenija Makejeva      | Rusland      | 13. september 1990 (34 år) | Stregspiller |
| 25  | Jaroslava Frolova     | Rusland      | 18. maj 1997 (27 år)       | Playmaker    |
| 34  | Tatjana Brnović       | Montenegro   | 9. november 1998 (26 år)   | Stregspiller |
| 51  | Milana Tazjenova      | Rusland      | 6. marts 1999 (26 år)      | Playmaker    |
| 63  | Kristina Kozjokar     | Rusland      | 28. februar 1994 (31 år)   | Venstre fløj |
| 76  | Jekaterina Zelenkova  | Rusland      | 28. februar 1998 (27 år)   | Højre back   |
| 88  | Polina Kuznetsova     | Rusland      | 10. juni 1987 (37 år)      | Venstre fløj |

### Transfers
Transfers i sæsonen 2022-23

| Sverige   | Anna Lagerquist - Skifter til Neptunes de Nantes |
| Frankrig  | Béatrice Edwige - Skifter til Ferencváros RC     |
| Brasilien | Eduarda Amorim - Karrierestop                    |
| Ukraine   | Viktorija Borsjtjenko                            |

## Tidligere spillere
| - Sonja Barjaktarović (2012–2015) - Katarina Bulatović (2017–2018) - Anđela Bulatović (2014-015) - Ana Đokić (2012–2013) - Siraba Dembele (2016–2018) - Alexandrina Cabral (2016–2018) - Lotte Grigel (2015–2017) - Katrine Lunde (2015–2017) - Olga Peredery (2012–2015) | - Jekaterina Ilina (2014–2018) - Anna Punko (2014–2016) - Inna Suslina (1997–1998, 2010–2012) - Oksana Kiseleva (2012–2013, 2015–2016, 2017–2018) - Emilija Turej (2011–2012) - Jana Uskova (2006–2009) - Olga Fomina (2016–2017) - Jekaterina Davydenko (2015–2016) |